# كأس العالم للسيدات
كأس العالم لكرة القدم للسيدات هي بطولة نسائية ينظمها الاتحاد الدولي لكرة القدم كل 4 سنوات ويلعب فيهـا 32 منتخب نسائي ممثلين منتخبات بلادهم بعد تأهلهم في التصفيات المؤهلة.

## التاريخ
البطولة كانت في الأصل من بنات افكار رئيس الفيفا آنذاك جواو هافيلانج. واستضافت البطولة الأولى الصين في عام 1991، مع اثني عشر فريقا لتمثيل بلدانهم. في عام 1995 لكرة القدم كأس العالم للسيدات وعقدت في  السويد مع اثني عشر فريقا. أكثر من 660,000 متفرج حضروا لعام 1999 لكرة القدم كأس العالم للسيدات في  الولايات المتحدة، وما يقرب من مليار مشاهد من سبعين بلدا ضبطها في ستة عشر بلدا لمشاهدة التنافس على اللقب. والولايات المتحدةفازت بالبطولة ثلاث مرات وألمانيا قد فازت في البطولة مرتين، مرة واحدة، و النرويج. وحاملة اللقب هي  الولايات المتحدة.
في عام 1999، واحدة من اللحظات الأكثر شهرة في البطولة كان المدافع الأمريكية براندي Chastain انتصار الاحتفال بعد أن احرز هدف الفائز بكأس عقوبة النار ضد الصين. انها اقلعت جيرسي ولوحوا لها انها على رأسها (كما يفعل الرجال بشكل متكرر)، تبين لها الجذع العضلي والرياضة الصدرية كما أنها احتفلت. في عام 1999 في نهائي روز بول في باسادينا بولاية كاليفورنيا كان لها حضور 90.185، وهو رقم قياسي عالمي للمرأة حدث رياضي [3].
في عامي 1999 و2003 كأس العالم للسيدات والتي عقدت في كل من الولايات المتحدة، والصين في عام 2003 كان من المفترض أن تستضيف البطولة ولكن تم نقلها بسبب السارس. والتعويض، والصين احتفظت التأهل الآلي لهذه البطولة عام 2003، كما الدولة المضيفة وكان اختياره تلقائيا لاستضافة 2007 بطولة كأس العالم للسيدات. وسوف تستضيف ألمانيا عام 2011 لكرة القدم كأس العالم للسيدات، وفقا لما قررته تصويت في أكتوبر 2007. حدث عام 2015 هو حاليا موضع جدال بين كندا وشيلي.
في كأس العالم 2007 في الصين، وتتنافس الولايات المتحدة كابتن كريستين ليلي في تقريرها الخامس في كأس العالم، مما يجعل لها سوى امرأة واحدة من ثلاثة لاعبين في تاريخ لتظهر في خمس بطولات لكأس العالم.

## الإنجازات

### حسب البطولات
| النسخة | السنة | المضيف             | البطل              | النتيجة والملعب       | الوصيف             | المركز الثالث      | النتيجة والملعب          | المركز الرابع | المنتخبات المشاركة |
| ------ | ----- | ------------------ | ------------------ | --------------------- | ------------------ | ------------------ | ------------------------ | ------------- | ------------------ |
| 1      | 1991  | الصين              | · الولايات المتحدة | 2–1                   | · النرويج          | · السويد           | 4–0                      | · ألمانيا     | 12                 |
| 2      | 1995  | السويد             | · النرويج          | 2–0                   | · ألمانيا          | · الولايات المتحدة | 2–0                      | · الصين       | 12                 |
| 3      | 1999  | الولايات المتحدة   | · الولايات المتحدة | 0–0 (ب.و.إ.) (5–4 ج.) | · الصين            | · البرازيل         | 0–0 (5–4 ج.)             | · النرويج     | 16                 |
| 4      | 2003  | الولايات المتحدة   | · ألمانيا          | 2–1 (ب.و.إ.)          | · السويد           | · الولايات المتحدة | 3–1                      | · كندا        | 16                 |
| 5      | 2007  | الصين              | · ألمانيا          | 2–0                   | · البرازيل         | · الولايات المتحدة | 4–1 ملعب هونغكو، شانغهاي | · النرويج     | 16                 |
| 6      | 2011  | ألمانيا            | · اليابان          | 2–2 (ب.و.إ.) (3–1 ج.) | · الولايات المتحدة | · السويد           | 2–1                      | · فرنسا       | 16                 |
| 7      | 2015  | كندا               | · الولايات المتحدة | 5–2                   | · اليابان          | · إنجلترا          | 1–0 (ب.و.إ.)             | · ألمانيا     | 24                 |
| 8      | 2019  | فرنسا              | · الولايات المتحدة | 2–0                   | · هولندا           | · السويد           | 2–1                      | · إنجلترا     | 24                 |
| 9      | 2023  | نيوزيلندا أستراليا | · إسبانيا          | 1–0                   | · إنجلترا          | · السويد           | 2–0                      | · أستراليا    | 32                 |

1. ↑  لم تلعب الأشواط الإضافية في هذه المباراة.[1]

### حسب المنتخب
| المنتخب          | الألقاب                    | الوصافة  | المركز الثالث              | المركز الرابع  | المجموع |
| ---------------- | -------------------------- | -------- | -------------------------- | -------------- | ------- |
| الولايات المتحدة | 4 (1991، 1999، 2015، 2019) | 1 (2011) | 3 (1995، 2003، 2007)       |                | 8       |
| ألمانيا          | 2 (2003، 2007)             | 1 (1995) |                            | 2 (1991، 2015) | 5       |
| النرويج          | 1 (1995)                   | 1 (1991) |                            | 2 (1999، 2007) | 4       |
| اليابان          | 1 (2011)                   | 1 (2015) |                            |                | 2       |
| إسبانيا          | 1 (2023)                   |          |                            |                | 1       |
| السويد           |                            | 1 (2003) | 4 (1991، 2011، 2019، 2023) |                | 4       |
| إنجلترا          |                            | 1 (2023) | 1 (2015)                   | 1 (2019)       | 3       |
| البرازيل         |                            | 1 (2007) | 1 (1999)                   |                | 2       |
| الصين            |                            | 1 (1999) |                            | 1 (1995)       | 2       |
| هولندا           |                            | 1 (2019) |                            |                | 1       |
| كندا             |                            |          |                            | 1 (2003)       | 1       |
| فرنسا            |                            |          |                            | 1 (2011)       | 1       |
| أستراليا         |                            |          |                            | 1 (2023)       | 1       |

### حسب الاتحاد القاري
| الاتحاد القاري           | آسيا | أفريقيا | أمريكا الشمالية | أمريكا الجنوبية | أوقيانوسيا | أوروبا | المجموع |
| ------------------------ | ---- | ------- | --------------- | --------------- | ---------- | ------ | ------- |
| النهائي                  | 3    | 0       | 5               | 1               | 0          | 9      | 18      |
| نصف النهائي              | 5    | 0       | 9               | 2               | 0          | 20     | 36      |
| ربع النهائي              | 16   | 1       | 10              | 5               | 0          | 40     | 72      |
| دور الستة عشر (منذ 2015) | 9    | 6       | 6               | 4               | 0          | 23     | 48      |
| مجموع الظهور             | 29   | 16      | 21              | 15              | 8          | 49     | 138     |

## الحضور
|   | البطولة                   | المباريات | الحضور    | الحضور    | الحضور    | مصادر       |
|   | البطولة                   | المباريات | المجموع   | أضعف حضور | أعلى حضور | مصادر       |
| - | ------------------------- | --------- | --------- | --------- | --------- | ----------- |
| 1 | الصين 1991                | 26        | 510,000   | 18,344    | 65,000    | [ 2 ]       |
| 2 | السويد 1995               | 26        | 112,213   | 4,316     |           | [ 2 ]       |
| 3 | الولايات المتحدة 1999     | 32        | 1,214,209 | 37,944    | 90,185    | [ 2 ]       |
| 4 | الولايات المتحدة 2003     | 32        | 679,664   | 21,240    | 34,144    | [ 2 ]       |
| 5 | الصين 2007                | 32        | 1,190,971 | 37,218    | 55,832    | [ 2 ]       |
| 6 | ألمانيا 2011              | 32        | 845,751   | 26,430    | 73,680    | [ 2 ] [ 3 ] |
| 7 | كندا 2015                 | 52        | 1,353,506 | 26,029    | 54,027    | [ 4 ]       |
| 8 | فرنسا 2019                | 52        | 1,131,312 | 21,756    | 57,900    | [ 4 ]       |
| 9 | أستراليا و نيوزيلندا 2023 | 64        | 1,978,274 | 30,911    | 75,784    | [ 5 ]       |